# Histoires extraordinaires (film, 1949)
Pour les articles homonymes, voir Histoires extraordinaires (homonymie).
Pour plus de détails, voir Fiche technique et Distribution.
Histoires extraordinaires (également intitulé Histoires extraordinaires à faire peur ou à faire rire...) est un film fantastique français réalisé par Jean Faurez et sorti en 1949.
Le scénario s'inspire de l'œuvre d'Edgar Allan Poe et de Thomas de Quincey.

## Synopsis
Trois agents de police, au cours d'une garde de nuit durant le Second Empire, évoquent les pires anecdotes de leur métier afin d'effrayer le nouveau-venu dans l'équipe. Ainsi, chacun évoque tour à tour des profils d'assassins notoires.

### Invitation à la valse(d'après Thomas de Quincey)
Il y avait deux gorges à trancher dans ce pensionnat que Noël avait vidé de ses éléments à l’exception de deux d’entre elles.
Après les avoir attirées en jouant au piano ”l’invitation à la valse”, Guillaume l’Egorgeur serait certainement parvenu à ses fins si, pour son plaisir, il n’avait prolongé inutilement l’angoisse de ses futurs victimes.

Fatale imprudence qui fit du loup une bête traquée qui n’eut bientôt d’autre ressource que de s’ouvrir la gorge. Ce qu’il fit comme à son habitude avec le plus grand soin.

### Le Cœur révélateur(d'après Edgar Allan Poe)
Si le mobile du crime conduit souvent à l’assassin, ce jeune homme bien rangé pouvait être tranquille. Qui le soupçonnerait, en effet, d’avoir tué son vieil ami dont le seul tort était d’avoir l’œil droit recouvert d’une taie qui l’effrayait et le fascinait tout à la fois.
Mais par un étrange et juste retour des choses, comment pouvait-il supposer que le cœur de sa victime continuerait de battre pour lui seul, et si fort dans sa tête que pour tenter de s’en délivrer, il avouerait son crime ?

### La Barrique d'amontillado(d'après Edgar Allan Poe)
C’est avec le miel qu’on prend les mouches. Fortunato aurait dû se rappeler ce sage précepte lorsqu’un ami l’entraîna, à moitié ivre, dans une cave profonde afin de goûter du vin d’Amontillado. Il eut évité le désagrément d’être brusquement enchaîné puis emmuré vivant par son “ami” qui le fit délivrer par la police vingt ans plus tard… en exécution de ses dernières volontés.

### La Résurrection de Barnabé(d'après Edgar Poe)
Nul n’aurait jamais su ce qu’était devenu Barnabé, le vieil anglais, si la venue d’une caisse de bouteilles de “Château-Margaux”, commandée avant de disparaître, n’avait servi de prétexte à réunir ses amis. A la fin du repas, on ouvrit la caisse. Horreur ! Elle contenait le cadavre de Barnabé. Tous s’enfuirent à l’exception d’un seul : l’assassin, qui mourut de saisissement devant le valet de Barnabé qui avait organisé cette funèbre mise en scéne pour le confondre.

## Fiche technique
- Titre : Histoires extraordinaires
- Titre complet : Histoires extraordinaires à faire peur ou à faire rire...
- Réalisation : Jean Faurez
  - Assistant réalisateur : Pierre Chevalier
- Scénario : Jean Faurez, d'après l'œuvre originale Edgar Allan Poe et Thomas de Quincey
  - Dialogues : Guy Decomble
- Musique : Georges Van Parys
- Photographie : Louis Page
- Son : Roger Cosson
- Décors : René Moulaert et Henri Schmitt
- Montage : Suzanne de Troeye
- Direction de production : Fred Orain
- Production déléguée : Joseph Daniloff, Jean Trillat
- Société de production : Armor Films
- Pays de production :  France
- Genre : fantastique
- Durée : 85 min. (1 h 25)
- Date de sortie :
  - France : 27 octobre 1949

## Distribution
- Fernand Ledoux : Montrésor
- Suzy Carrier : Léontine
- Jules Berry : Fortunato
- Paul Frankeur : Dugelay
- Olivier Hussenot : Truffault
- Marina de Berg : Eugénie
- Maurice Schutz : le vieillard
- Roger Blin : Guillaume
- Guy Decomble : le tueur obsédé
- Jean-François Laley : Lafarge
- Pierre Collet : Cotin / François
- Jandeline : Aglaé
- Fernand Gilbert : le colporteur
- Henri San Juan : Arnold (crédité sous son seul nom : San Juan)
- Jacques Dufilho : le conscrit ivre (crédité sous son seul nom : Dufilho)
- Martial Rèbe : Barnabé
- Roger Rafal
- Barbara-Val
- Pierre Moncorbier (crédité sous son seul nom : Moncorbier)
- Maurice Chevit
- Émile Chopitel (crédité sous son seul nom : Chopitel)
- Pierre Duncan
- Bob Ferre
- Valliery
- Rieffler
- René Alone (crédité sous son seul nom : Alone)
- Pierre Olaf
- Laure Paillette (non crédité)
- Marcelle Féry (non créditée)
- René Pascal (non crédité)